# Município Cuemba
Município Cuemba är en kommun i Angola.   Den ligger i provinsen Bié, i den centrala delen av landet, 600 km sydost om huvudstaden Luanda.
I omgivningarna runt Município Cuemba växer huvudsakligen savannskog. Runt Município Cuemba är det ganska glesbefolkat, med 23 invånare per kvadratkilometer.